# Prise de vue photographique
Vous pouvez aider à l'améliorer ou bien discuter des problèmes sur sa page de discussion.
- Il ne cite pas suffisamment ses sources. Vous pouvez indiquer les passages à sourcer avec {{référence nécessaire}} ou {{Référence souhaitée}}, et inclure les références utiles en les liant aux notes de bas de page. (Marqué depuis juillet 2025)
- Son contenu est évasif ou trop peu précis. Améliorez sa qualité à l'aide des conseils sur les sources. (Marqué depuis juillet 2025)
- Il relève du guide pratique, ce qui n'est pas de nature encyclopédique. Vous pouvez reformuler les passages concernés, ou remplacer ce bandeau par {{pour Wikibooks}}, {{pour Wikiversité}}, ou {{pour Wikivoyage}}, afin de demander le transfert vers un projet frère plus approprié. (Marqué depuis juillet 2025)
- Il n'a pas de sujet précis, ce que le premier principe fondateur de Wikipédia exige. (Marqué depuis juillet 2025)

- Archive Wikiwix
- Bing
- Cairn
- DuckDuckGo
- E. Universalis
- Gallica
- Google
- G. Books
- G. News
- G. Scholar
- Persée
- Qwant
- (zh) Baidu
- (ru) Yandex
- (wd) trouver des œuvres sur Wikidata

La prise de vue photographique est la première étape de la pratique photographique. Elle commence par un certain nombre de choix sur lesquels le photographe ne peut plus revenir une fois qu’il a appuyé sur le déclencheur.

## Choix du sujet
Tout ce que l'on voit peut être à considérer comme sujet de photo. Aperçu succinct des principaux thèmes photographiques.

### L’humain
Ce sujet regroupe les images où l’élément humain prédomine. On trouve sous cette définition : la photo de famille, le portrait, le charme, le nu, la mode, le sport…
Le reportage photo entre également, en partie, dans cette catégorie.

### La nature morte
Comme en peinture, elle regroupe tout ce qui a trait aux choses et aux objets.

### Le paysage
Le paysage regroupe aussi bien des éléments naturels que des structures urbaines. À ce propos, l’aspect graphique de l’image est prédominant.

### La nature
La photo de nature présente des images dans lesquelles toute influence humaine est exclue. Les adeptes de ce genre de clichés sont exigeants. Une déontologie et un respect de la nature prédominent en cette matière. Lors de concours photographiques, certaines prises de vue sont rejetées pour ce qu'elles « mettent en péril » le sujet vivant (ainsi : un faon dans sa cache, une nichée d'oisillons…).

## Choix du matériel photographique
Chaque type d’appareil correspond à un besoin ou une sensibilité du photographe.

### Les grands formats
Les chambres photographiques, ou « techniques », de grand format se distinguent par la taille des « plans-films » employés : de 10,2 × 12,7 cm (4 × 5 pouces) à 20 × 25 cm (8 x 10 pouces) pour les standards contemporains, jusqu’à 30 × 40 cm pour les appareils anciens nécessitant de préparer soi-même les surfaces sensibles (expl. : collodion humide sur plaque de verre).
La plupart de ces appareils sont constitués d’un rail qui supporte deux platines reliées par un soufflet souple. Une de ces platines supporte l’objectif et l’autre le dispositif de visée de type verre dépoli, qui est remplacé au moment de la prise de vue par un châssis contenant le plan-film. Ces équipements permettent tous types de réglages photographiques, notamment ceux non présents sur les appareils rigides (bascule avant ou arrière, afin d'incliner le plan de mise au point, décentrements verticaux et latéraux pour éviter une perspective fuyante en photo d'architecture, grande extension du tirage pour une mise au point fortement rapprochée). Ces chambres font appel à divers objectifs interchangeables à focale fixe. Il est également possible, en option, d'adapter des dos interchangeables de moyens formats, plus petits quant à la surface sensible utilisée.
La mise en œuvre nécessite des connaissances techniques et des manipulations longues avant chaque déclenchement. Donc ces appareils lourds et fragiles sortent rarement des studios de prise de vue et sont destinés à un usage essentiellement professionnel. Lorsque l'objectif est de bonne qualité, et si la prise de vue est mise en œuvre avec compétence, un appareil de grand format peut fournir une image de haute qualité notamment pour les fins détails et pour les dégradés de valeurs. Ces images se prêtent à des agrandissements sur papier de très grand format. Les plans-films des plus grands formats peuvent aussi être exploités directement à leur taille d'origine, négatifs tirés par contact ou diapositives présentées sur un caisson lumineux.

### Les moyens formats
Dans cette gamme, les appareils utilisent des rouleaux de film où la taille des images est d'environ 4,5 × 9 cm jusqu’à 6 × 9 cm (formats les plus répandus : 6 × 7 cm, 6 × 6 cm, 4,5 × 6 cm). Ils sont destinés à des photos plus spontanées mais de très grande qualité supportant de forts agrandissements.
Ces appareils ont été conçus sous des formes très diverses, compact bon marché, boîtier télémétrique, réflex mono-objectif, réflex bi-objectifs, chambre monobloc…
Ils proposent souvent de nombreux réglages manuels. Les plus perfectionnés ont les mêmes automatismes que les reflex 24 × 36 (voir ci-dessous). Les plus sophistiqués disposent également de dos-magasins interchangeables (avantage indéniable en argentique) dont le principe permettra aussi de convertir un appareil argentique en numérique, s'il existe un dos pour cela.
Ces appareils, pour la plupart destinés au professionnel ou à l’amateur expert, peuvent sortir du studio pour aller sur le terrain et même faire du reportage.

### Les petits formats (24×36, etc.)
Cette famille d'appareils emploie des pellicules ou des capteurs alors que chaque image réalisée est inférieure ou égale au format 24 × 36 mm (en argentique ce dispositif utilise des pellicules identiques au film cinéma 35 mm, dans ce cas, disposées à la verticale. Ce format est généralement réservé à la photo d'action, prise sur le vif.

#### Les compacts polyvalents
Ce sont des appareils de très grande diffusion. Généralement équipés d’un zoom, pouvant aller jusqu’à 12×, d’un flash intégré, d’une mise au point et d’une exposition automatique, ils ne se distinguent souvent que par leur marketing et leurs dates de sortie. Pour motiver le renouvellement des appareils numériques, et se démarquer de la concurrence, les fabricants augmentent régulièrement la définition des capteurs et le nombre des fonctionnalités annexes.
Qu’ils soient argentiques ou numériques, on retrouve dans cette catégorie les mêmes caractéristiques (dont certains défauts en numérique : durée de mise en route, latence au déclenchement, malgré un développement constant, on reste loin du reflex).
Ils sont surtout destinés à une utilisation familiale sans soucis.

#### Les télémétriques
Ces appareils ont une construction similaire aux compacts, mais ils proposent un viseur optique et disposent d’objectifs interchangeables (généralement de 20 mm à 135 mm), les plus appréciés étant les grands-angulaires, le 50 mm et des courts téléobjectifs comme le 90 mm.
Le premier appareil argentique grand public de ce type a été le Kodak 3A Autographic Special avec télémètre, produit de 1916 à 1934. Certains modèles bénéficient d’automatismes.
Les plus réputés, en argentique puis désormais en numérique, restent les Leica M, l’offre s’est élargie ces dernières années. C’est le type même d’appareil destiné au reportage et souvent le choix préféré de nombreux photographes réputés (Henri Cartier-Bresson, Sebastião Salgado, etc.).

#### Les reflex
Le boîtier reflex, argentique ou numérique, est le plus répandu parmi les amateurs exigeants et les professionnels. Grâce à la visée, la mesure de lumière et la mise au point à travers l’objectif, il offre un confort d’utilisation inégalé dans toutes les situations.
Sa popularité a permis de disposer d’une gamme d'objectifs de bonne qualité et très variée, du fisheye (« œil de poisson ») au super téléobjectif de 2 000 mm, sans équivalence dans les autres formats.
La plupart des boîtiers numériques acceptent également les objectifs de la marque conçus au temps de l’argentique. Dans les faits, la grande diversité des capteurs nécessite de tester, pour chaque boîtier, les objectifs qui donneront de bons résultats, les bons objectifs des années 70 étant généralement très décevants sur un reflex numérique. D’une manière générale, plus la densité de pixels du capteur est élevée, plus les objectifs devront être d’excellente qualité.
Les boîtiers numériques professionnels ont un capteur au traditionnel format 24 × 36 mm, identique à celui des pellicules photographiques dites « format 35mm ».
Les boîtiers numériques d’entrée et de milieu de gamme disposent pour la plupart de capteurs de format 15 × 22 mm (APS-C). Si on y monte un objectif prévu pour le 24 x 36, ces capteurs n'enregistrent qu'une portion recadrée au centre de l'image formée par l'objectif, ils fournissent donc un angle de champ plus étroit. La longueur focale semble multipliée par environ 1,5 (avec un Nikon) ou 1,6 (avec Canon) par rapport au format 24 × 36. Ainsi, un objectif normal de 50 mm donne une vision qui correspondrait à un 24 x 36 équipé d'un petit téléobjectif de 75 mm ou 80 mm. Cela est pénalisant notamment pour un grand-angulaire, mais à l'inverse intéressant pour un téléobjectif.
Un capteur plus petit  présente une plus forte densité de pixels par unité de surface, ce qui se traduit par une plus forte sensibilité au bruit (grain plus marqué), et une plus grande exigence par rapport à la qualité de l’objectif (voir pouvoir séparateur).

#### Les bridges
Ces appareils se positionnent sur un marché constituant un pont entre les catégories reflex et compact.
Dotés d'un zoom non-interchangeable et d'une visée électronique, ce type d’appareil n’a eu qu’un succès moyen en argentique mais s’est répandu largement avec le numérique en étant souvent associé avec un zoom d’ampleur importante, jusqu'à 26× (26× optique + 4× numérique =130×) sur le récent Olympus 590UZ par exemple, et un système de stabilisation d’image. La visée aussi a été simplifiée en remplaçant le pentaprisme par un viseur électronique.
L'appellation « bridge » est un anglicisme de sens critiqué.

#### Les numériques hybrides
Cette catégorie d'appareils désigne des appareils de milieu ou de haut de gamme, intermédiaires en ergonomie aux reflex et compacts.
Les hybrides peuvent posséder divers objectifs interchangeables mais sont équipés d'une visée électronique, voir optique (par déclenchement mécanique du dispositif électronique de visée). Ces outils bénéficient de réglages et d'automatismes (souvent débrayables) intermédiaires entre les compacts et les reflex.
Tout comme les compacts, ils soient destinés à un usage essentiellement amateur, certains professionnels les utilisent en second boîtier. Le Panasonic G1 est le premier appareil hybride sorti. Ce genre d'appareil possède plusieurs types de formats de capteurs (4/3, APS-C, plus petits ou plus grands).

### Les panoramiques
Ce type d’appareil permet d’obtenir directement des images de type panoramique, souvent grâce à un objectif rotatif. La largeur de l'image est très importante par rapport à sa hauteur (par exemple 24 × 58 mm ou 50 × 122 mm pour les Widelux) et couvre un angle important, jusqu'à 360° pour certains appareils rotatifs. Ce sont uniquement des appareils argentiques.
Les appareils numériques possèdent aujourd'hui une fonction permettant de reconstituer un panorama à partir de plusieurs prises de vue. Il est aussi possible de faire cette reconstitution grâce à un logiciel sur l'ordinateur.

#### Les objectifs fixes
L’objectif grand-angulaire couvre un grand format et on ne prend qu'une petite bande dans le milieu (Hasselblad, Fuji). Les objectifs sont souvent interchangeables.
Pour la petite histoire, les appareils argentiques APS pouvaient aussi faire des photos « panoramiques » : deux volets cachaient simplement les tiers supérieur et inférieur de l’image.

#### Les objectifs mobiles
Ici, c’est l’objectif qui tourne et expose le film en le balayant par une fine bande verticale. Le sujet doit être relativement statique pour éviter les déformations. La zone d’appui du film est incurvée pour que l’objectif garde une distance fixe par rapport au film.
Pour des balayages encore plus étendus, jusqu'à 360°, on utilise un autre type d'appareil, rotatif. Dans ce cas, le film défile aussi, motorisé en synchronisme avec la rotation de l'appareil sur sa plateforme.

### Autres formats
Souvent par le passé, des groupes de fabricants ont voulu, pour des raisons diverses, remplacer le 35 mm 24 × 36 par un autre format.
On peut citer :
- le 126 ;
- le 110 ;
- le Disc ;
- l'APS (Advanced Photo System).

Certains formats, comme le Disc et l'APS se sont révélés des échecs commerciaux parfois très coûteux. Le 126, introduit par Kodak en 1963, et le 110 lui aussi introduit par Kodak en 1972, tous deux pour la gamme d'appareils Instamatic, ont eu de longues carrières.

## Paramètres d’exposition
La prise d’une photographie demande à doser la lumière que doit recevoir la pellicule ou le capteur photographique pour être correctement exposée (ni trop sombre, ni trop claire). Trois paramètres sont essentiels pour doser la lumière reçue par la pellicule : la sensibilité du film/du capteur, l’ouverture du diaphragme, le temps de pose.
Dans certains cas où la lumière éclairant la scène n’est pas suffisante, il peut devenir nécessaire d’ajouter une source lumineuse telle que flash, ampoule tungstène, halogène, etc.

### Sensibilité de la pellicule ou du capteur numérique
La sensibilité d’un film ou capteur est quantifiée par son indice ISO : ISO 100, ISO 200, ISO 400, etc.
Un ISO 200 est deux fois plus sensible à la lumière qu’un ISO 100, il permettra donc de prendre plus facilement des scènes d’intérieur, ou des scènes d’extérieur par un temps pluvieux ou maussade.
Cependant, un film très sensible (ISO 400 par exemple) produit des images contenant plus de grain et donc une perte de finesse dans les détails. Le standard est le film ISO 100 qui convient pour les scènes d’extérieur correctement ensoleillées.

### Temps de pose
Le temps de pose, aussi appelé vitesse d'obturation, représente la durée pendant laquelle l’obturateur de l’appareil reste « ouvert », soit le temps pendant lequel le film ou capteur reçoit la lumière émise par la scène photographiée. Plus cette durée est longue, plus la surface sensible reçoit de lumière. Cette durée est comptée en secondes et fractions de secondes. Les temps de pose les plus courants sont 1⁄30 s, 1⁄60 s, 1⁄125 s, 1⁄250 s, 1⁄500 s.
Si le temps de pose est de 1⁄60 s, cela signifie que l’obturateur restera ouvert pendant une durée d’un soixantième de seconde. Le choix d’un temps de pose de 1⁄500 s laissera entrer beaucoup moins de lumière puisque l’appareil restera ouvert seulement 1/500 de seconde. Par exemple, si le temps de pose passe de 1⁄60 s à 1⁄125 s, la lumière reçue par le film est diminuée de moitié.
Les vitesses élevées (1⁄250 s, 1⁄500 s, 1⁄1 000 s) sont appelées vitesses rapides, les vitesses plus basses (1 s, 1⁄15 s, 1⁄30 s) sont appelées vitesses lentes.

### Ouverture relative du diaphragme
Le diaphragme est un système de contrôle de la profondeur de champ, donc de l'étendue de la zone de netteté, et pas seulement comme on le croit trop souvent un moyen de contrôler le flux de lumière entrant dans la « chambre » de l’appareil. En le fermant, on agrandit la zone de netteté et en même temps on diminue le flux lumineux qui entre dans le boîtier, ce qui constitue généralement un inconvénient. L'iris de l’œil et le diaphragme de l’appareil photographique peuvent tous deux s’ouvrir ou se fermer, laissant donc entrer plus ou moins de lumière, mais on ne peut pas les comparer sans précaution car leurs fonctions sont différentes.
L'ouverture est dite « relative » parce que, contrôlé par le diaphragme, le flux de lumière entrant dans la chambre de l’appareil est « projeté » sur la surface sensible (film, capteur…) placée à une distance fonction de la distance focale de l’objectif. Une image intuitive résume cela : le mur de fond (surface sensible) d’une pièce (chambre de l’appareil) éclairée par une fenêtre (diaphragme) qui lui fait face, reçoit d’autant moins de lumière que la pièce est profonde (distance focale). Exemple : pour un objectif dont la distance focale (f) est de 80 mm et un diaphragme dont l’ouverture a un diamètre (D) de 10 mm, le rapport f:D est de 8 : son ouverture relative ( = « relativement à la focale ») est donc f:8 ou f/8. Cela revient à dire que l’ouverture relative exprime combien de fois le diamètre du diaphragme est contenu dans la distance focale.
Ouvertures relatives normalisées :
Pour calculer l’ouverture relative intermédiaire entre deux ouvertures telles que f:1 et f:2, on serait tenté de prendre la valeur moyenne : 1,5. Or il faut appliquer le facteur 1,414 (soit racine carrée de 2, qu'on approxime en 1,4) en raison du fait que la surface de l'ouverture du diaphragme varie comme le carré du rayon de celui-ci.
| 1 |     | 2 |     | 4 |     | 8 |    | 16 |    | 32 |    | 64 |    | 128 | ... |
|   | 1,4 |   | 2,8 |   | 5,6 |   | 11 |    | 22 |    | 45 |    | 90 |     | ... |

Sur les appareils et posemètres de grande précision, ce sont deux valeurs intermédiaires qui sont calculées, faisant intervenir le facteur racine cubique de 2.
Pour les objectifs, ce degré d'ouverture a été quantifié. Ce sont les valeurs f/2, f/2,8, f/4, f/5,6, f/8, f/11, f/16... indiquées en général sur la bague de diaphragme de l'objectif. Un petit nombre (f/2 par exemple) correspond à une grande ouverture laissant passer beaucoup de lumière. Un grand nombre (f/16) correspond à une toute petite ouverture et donc le passage de très peu de lumière.
Quand on passe d'une valeur de diaphragme à la suivante, dans le sens croissant, on diminue par deux la quantité de lumière reçue par le film. Par exemple, en passant de f/8 à f/11, sans changer les autres paramètres (temps de pose, sensibilité), le film (ou capteur numérique) reçoit deux fois moins de lumière. Inversement, en passant de f/8 à f/5,6, le film (ou capteur numérique) recevra deux fois plus de lumière.

### Équivalence des couples ouvertures-temps de pose
Pour la même scène photographiée, et la même sensibilité, plusieurs combinaisons ouverture-temps de pose sont possibles pour obtenir une exposition identique (correcte ou non).
Soit on laisse entrer la lumière longtemps (1/30 s par exemple) mais avec une faible ouverture (f/16 par exemple), soit on laisse entrer la lumière très peu de temps (1/500 s) mais avec une grande ouverture (f/4).
Toutes les combinaisons suivantes permettent d’obtenir exactement la même quantité de lumière : 1/15 s à f/22 ; 1/30 s à f/16 ; 1/60 s à f/11 ; 1/125 s à f/8 ; 1/250 s à f/5,6 ; 1/500 s à f/4. Cependant ces réglages entraînent des résultats différents quant aux images obtenues (cf. paragraphe suivant).
Cette « règle d’équivalence » est connue sous le nom de « Loi de réciprocité » : elle a été établie, vers 1865 (?), par Bunsen et Roscoe (Robert Wilhelm Bunsen : 1811-1899 et Sir Henry Enfield Roscoe : 1833-1915), mais en argentique elle ne se vérifie que pour des durées d'expositions limitées (typiquement : quelques secondes à quelques millièmes de seconde, approximativement), en raison de l'effet Schwartzschild.
L’« effet Schwartzschild », du nom de son découvreur, Karl Schwarzschild (1873-1916), ne se manifeste, en fait, que pour les durées d’expositions extrêmes (très longues ou très courtes) appliquées aux émulsions photographiques. C’est la raison pour laquelle les fabricants de ces émulsions argentiques précisent le domaine temporel utilisable et, éventuellement, les corrections de durées d’exposition nécessaires, au moyen de tables ou formules. Ces corrections consistent toujours en une augmentation de la durée théorique, augmentation qui, elle-même, entraîne une autre correction, etc. ce qui se traduit par une correction globale surproportionnelle : c’est pourquoi les fonctions qui les représentent sont de forme générale plus ou moins exponentielle.
L’effet Schwartzschild peut être représenté (très grossièrement) par l’analogie hydraulique des « justes débits » pour l’arrosage d’un gazon : l’évaporation immédiate et directe d’une imperceptible brumisation annihile partiellement l’arrosage et, à très fort débit, c’est l’eau perdue en ruissellements inutiles qui le ruine.

### Conséquences des paramètres d’exposition choisis
Une « vitesse lente » (ou temps de pose long) entraîne un risque de flou dû au mouvement soit de l'appareil photo, soit du sujet s'il est mobile, pendant la pose. Dans les vitesses encore plus lentes, la « pose B » expose la photo pendant un temps choisi par le photographe, qui peut atteindre plusieurs minutes voire plusieurs heures. Le temps de pose est alors commandé par un minuteur ou en laissant le déclencheur pressé pendant la durée d'exposition voulue. Les applications sont nombreuses, pour la photo d'astronomie ou le light painting.
Le choix de l’ouverture a une influence directe sur la profondeur de champ de l’image (la zone nette de l’image, en profondeur).
Une grande ouverture (soit un petit chiffre de diaphragme f/2, f/2,8, f/4, f/5,6) va avoir pour conséquence une petite profondeur de champ. L'objet et le plan sur lequel la mise au point est faite seront nets, mais les autres plans de l'image seront flous.
Une petite ouverture (f/16, f/22) va entraîner au contraire une très grande profondeur de champ et permettra d’obtenir une netteté sur plusieurs plans de l'image.